# University Tower
University Tower es un rascacielos que se está construyendo desde 2019 en la Ciudad de México, ubicado en la esquina de Paseo de la Reforma y la calle de Lucerna en la Colonia Juárez, se encuentra al lado de la casa Gargollo, sede de The University Club of Mexico.

## Construcción
Inició su construcción en 2019 lo que antes era un espacio de jardinería se ha convertido en la torre de uso completamente residencial más alta sobre paseo de la reforma con 58 niveles. Su fachada exterior está en los últimos detalles.
La construcción del rascacielos está basada en un análisis de seguridad en caso de sismos. Se ha publicado que cuenta con cimientos profundos y resistentes que llegan hasta el fondo del lago sobre el que se levanta la CDMX. La torre cuenta con 17.5 sótanos, cisternas y además pilotes que anclan el edificio a 75.5 metros de profundidad. 
También considera los estándares internacionales en cuanto a resistencia al viento. Aun cuando los materiales de construcción de University Tower son muy poco inflamables, el inmueble está diseñado y construido con rociadores ubicados en todos y cada uno de los niveles a fin de ofrecer seguridad adicional en caso de fuego. Será un edificio libre de gas, con plantas de tratamiento de agua pluvial y diseño sustentable con bajos consumos de energía.
Los ingenieros estructurales del proyecto fueron el Dr. Esteban Astudillo de la Vega y el Dr. Joseph Philip Colaco. En la actualidad, los responsables del proyecto son los arquitectos Enrique Macotela e Ingrid Acebo.

## Ubicación y características
La torre forma parte de la Casa Gargollo, una casa porfiriana de la colonia Juárez y se localiza en la intersección del trazo original de la capital de la otrora Nueva España, cuya retícula se trazó a la usanza de las ciudades europeas, y el inicio del México moderno. Por ello tiene dos fachadas hacia Paseo de la Reforma.
Uno de sus atractivos son las amenidades como su jardín elevado de doble altura, alberca con vista hacia Paseo de la Reforma, spa, estética canina, gimnasio, área lounge, cafetería, estudio kitchen, coworking, loungue, TRX, regaderas, vapor, zona canina, spa, masajes y faciales, entre otras.

## Altura
University Tower mide 203 metros desde el nivel de piso hasta su punto de mayor altura, por lo que será el duodécimo edificio más alto de México. Una vez terminado, University Tower se unirá al grupo de rascacielos de Paseo de la Reforma: Torre Reforma, Chapultepec Uno, Torre BBVA (México) y la Torre Mayor.